# Wadi Al-Hitan Whale dalen
Wadi Al-Hitan (arabisk:وادي الحيتان, Hval-dalen) er et palæontologisk fundsted i ørkenen i al-Fayyumregionen i Egypten.
Området indeholder hundredvis af fossiler som fortæller om vigtige evolutionsmæssige udviklingstrin. Archaeoceti er et tidlig udviklingstrin som viser hvalernes overgang fra landboende til havlevende dyr.
Området blev erklæret som verdensarvsområde i juli 2005, og UNESCO betragter området som verdens vigtigste fundsted af sin slags, både på grund af antallet af fossiler og deres kvaliteter.